# Holubinka měnlivá
Holubinka měnlivá (Russula risigallina) je druh houby z čeledi holubinkovitých (Russulaceae).

## Znaky
Tenkomasý klobouk je 2–7 cm široký, v mládí polokulovitý se rozevírá na klenutý až plochý s širokou středovou prohlubní. Okraje jsou nevýrazně, krátce rýhované. Pokožka je holá, matná, po dešti lepkavá, do poloviny průměru klobouku slupitelná, zbarvená je v různých odstínech růžové, červené, oranžové či žluté, typicky je na okrajích růžovočervený a ve středové části žlutavý.
Lupeny jsou velmi křehké, barvou přechází ze smetanové, přes máslově žlutou, žlutooranžovou až na hnědou, u třeně jsou úzce připojené, na klobouku jsou středně hustě uspořádané, postupně však řídnou. Výtrusný prach je žlutý či oranžovožlutý.
Třeň je 3–8 cm dlouhý, válcovitý, křehký, podélně vrásčitý, bílý až nažloutlý, hedvábně lesklý, nejdřív plný se stářím stává houbovitě vycpaný až dutý.
Dužnina je velmi křehká, tenká, bílá, ve vlhku šedivá, chuťově je mírná, voní slabě po sušených růžích nebo křížalách.

## Užití
Jedlý druh.

## Ekologie
Od června do října roste tento druh holubinky hojně v malých skupinách na světlých, teplých stanovištích, ze stromů preferuje smrky, břízy, duby, buky a habry, roste ale i v trávě. Obdobně jako např. holubinka celokrajná je schopná tvořit plodnice i za poměrně suchého počasí.

## Rozšíření
Druh je rozšířen hojně v oblastech celé Evropy, dále i v Severní Americe a Rusku.

## Galerie

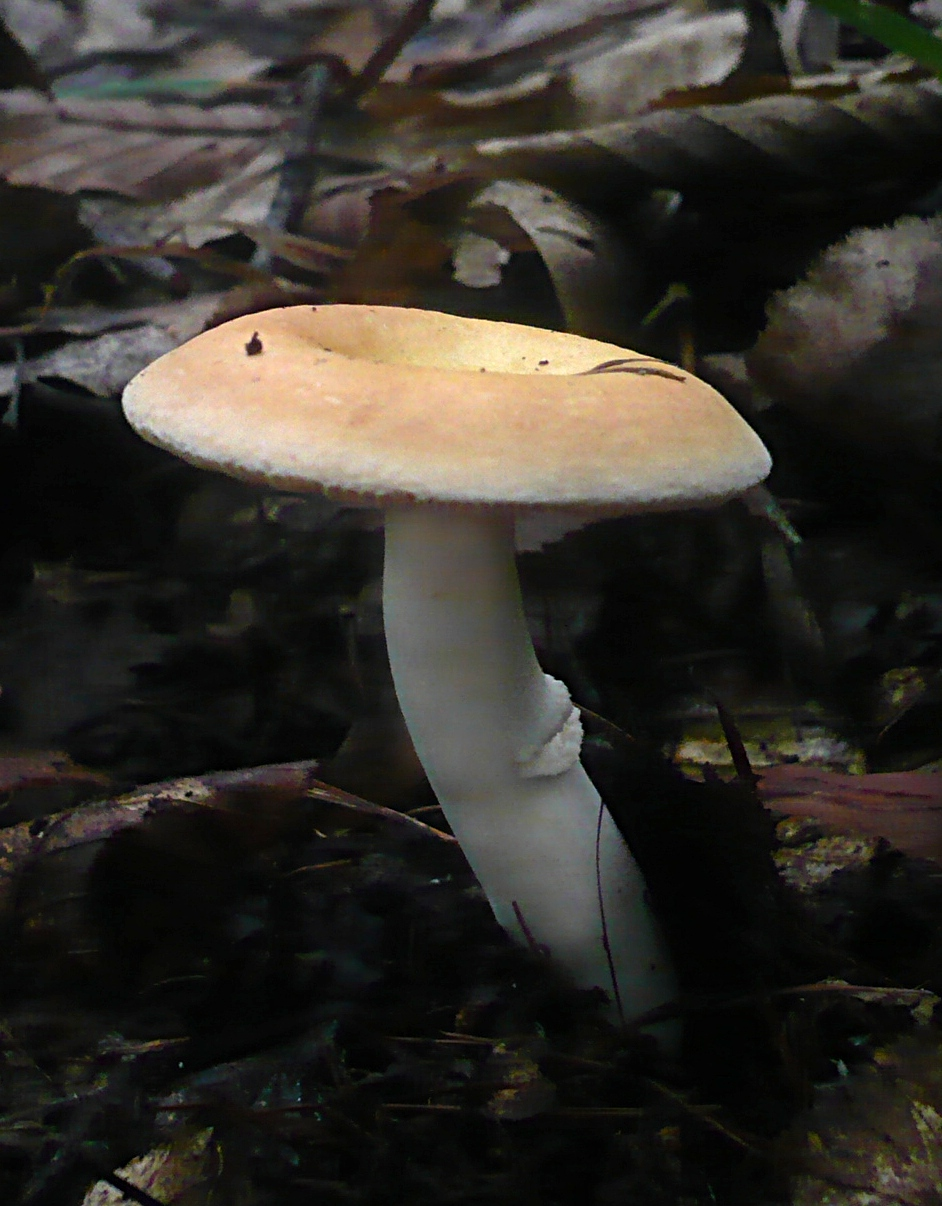
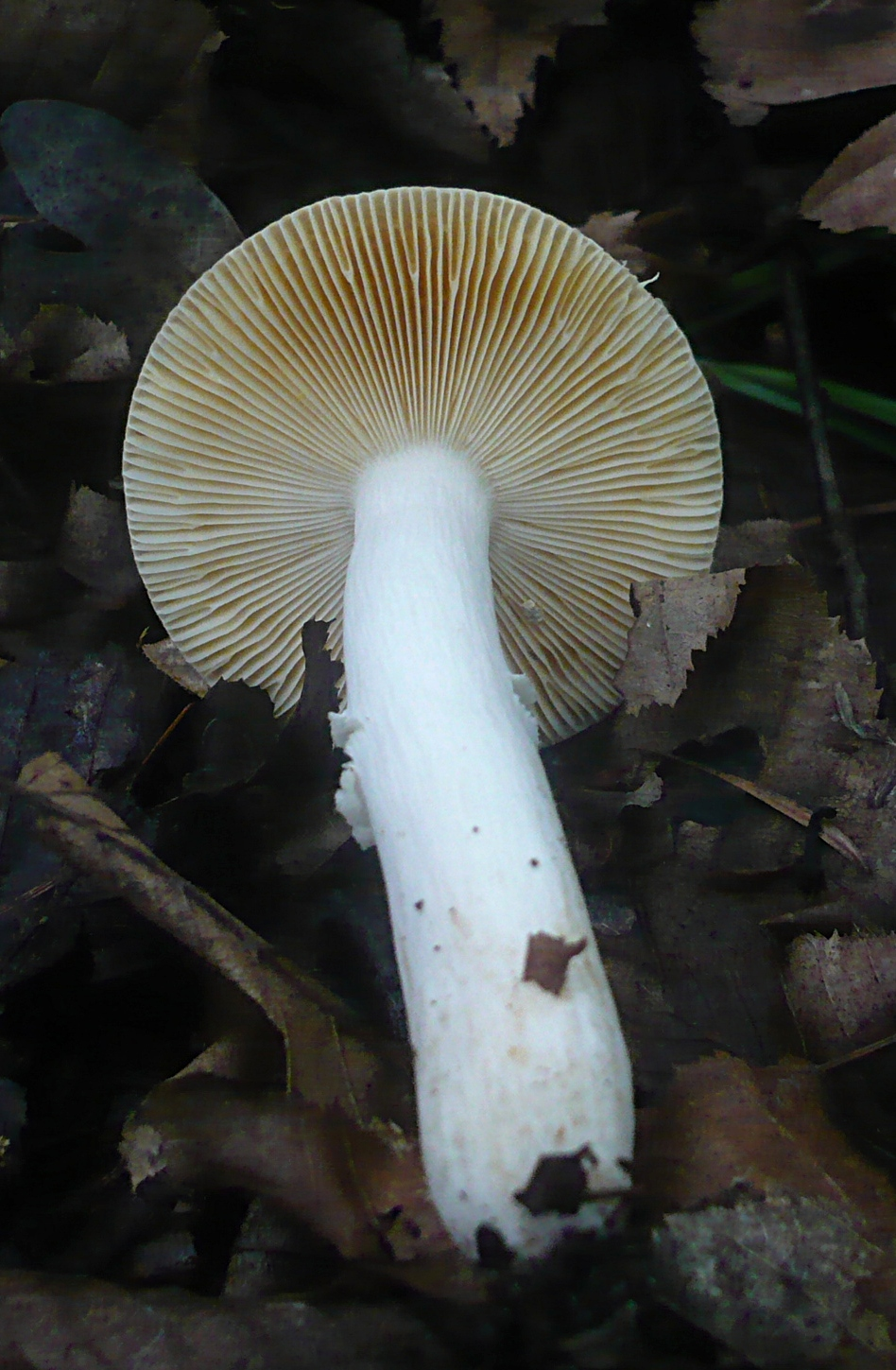
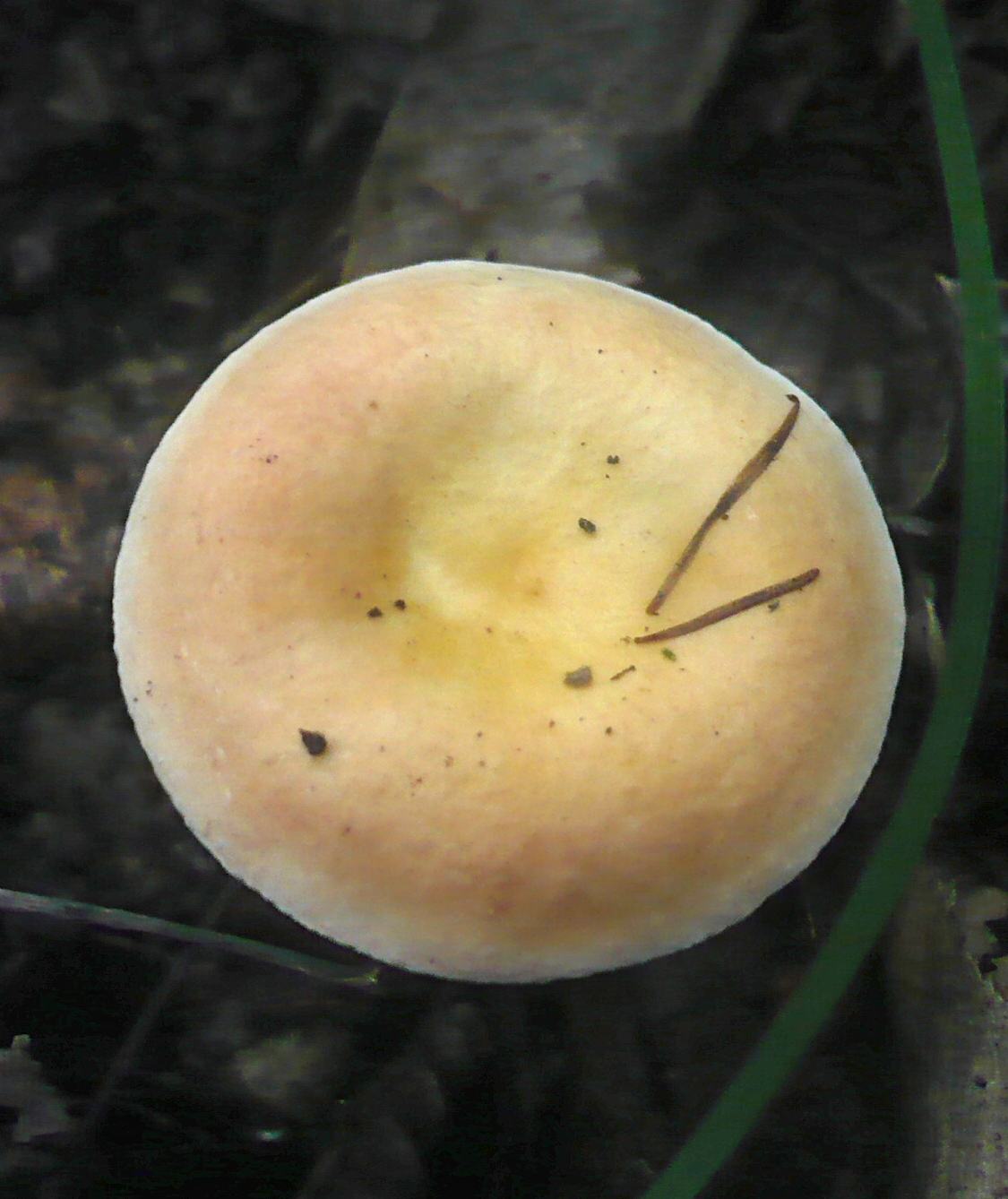
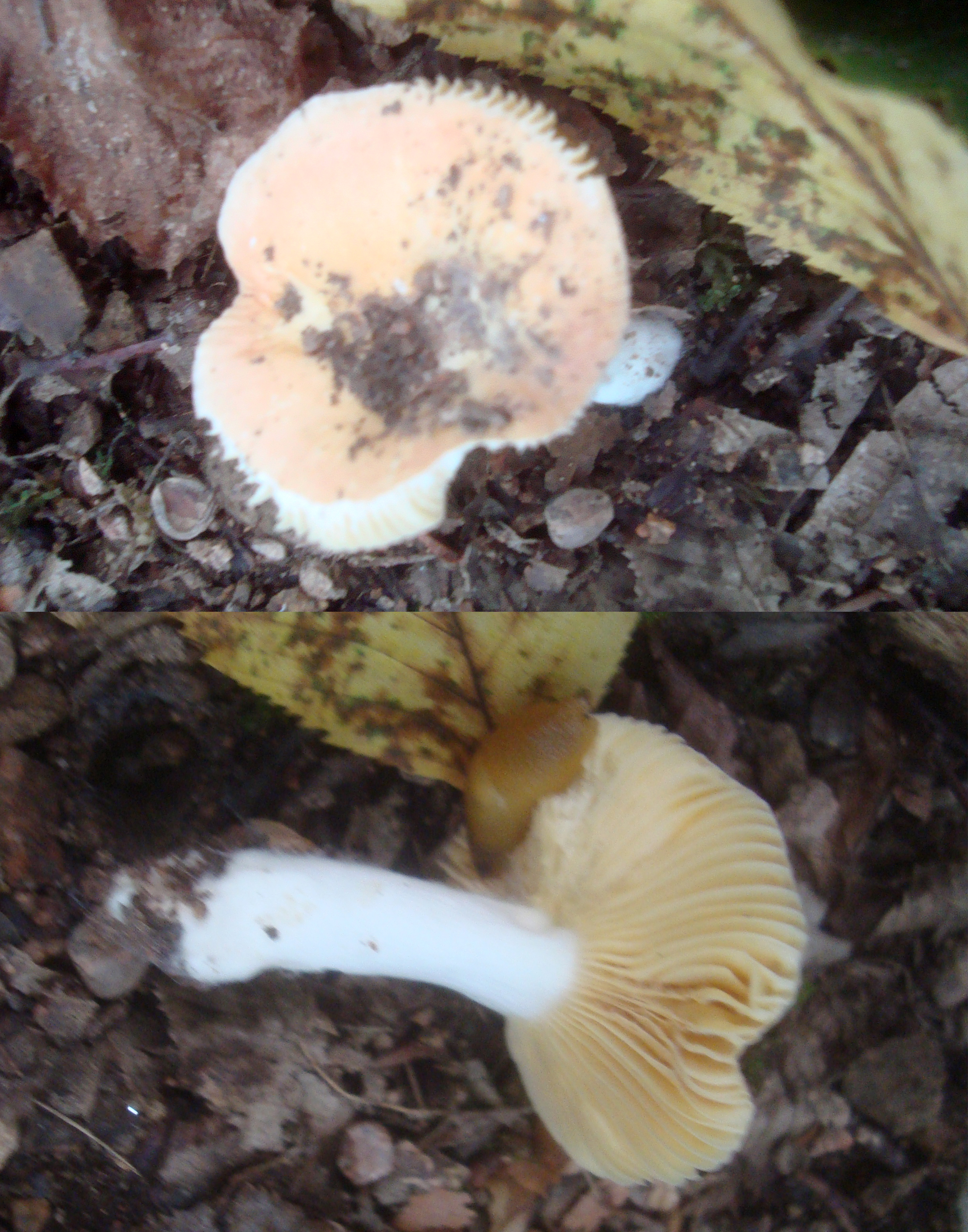

## Možnost záměny
- Holubinka Raoultova (Russula raoultii)
- Holubinka sluneční (Russula solaris)[5]
- Holubinka veselá (Russula laeta)
- Holubinka Velenovského (Russula velenovskyi)
- Holubinka růžovonohá (Russula roseipes)
- Holubinka žlutá (Russula lutea) - považována za její poddruh[2]

- Holubinka měnlivá octovonná (Russula risigallina var. acetolens) - poddruh